# Liste von Kraftwerken in Lettland
Die Kraftwerke in Lettland werden sowohl auf einer Karte als auch in Tabellen (mit Kennzahlen) dargestellt. Die Liste ist nicht vollständig.

## Installierte Leistung und Jahreserzeugung
Im Jahre 2016 lag Lettland bzgl. der installierten Leistung mit 2.932 MW an Stelle 98 und bzgl. der jährlichen Erzeugung mit 6,241 Mrd. kWh an Stelle 115 in der Welt. Der Elektrifizierungsgrad lag 2016 bei 100 %. Lettland war 2016 ein Nettoimporteur von Elektrizität; es exportierte 3,795 Mrd. kWh und importierte 4,828 Mrd. kWh.

## Karte
| Ķegums |

| Pļaviņas |

| Riga |

| Riga 1 |

| Riga 2 |

## Kalorische Kraftwerke
| Name des Kraftwerks | Inst. Leistung (MW) | Typ / Brennstoff | Status     |
| ------------------- | ------------------- | ---------------- | ---------- |
| Riga 1              | 144                 | GuD / Erdgas     | in Betrieb |
| Riga 2              | 832                 | GuD              | in Betrieb |

1. 1 2  Es handelt sich um ein Heizkraftwerk.

## Wasserkraftwerke
| Name des Kraftwerks | Inst. Leistung (MW) | Fluss | Status                 |
| ------------------- | ------------------- | ----- | ---------------------- |
| Ķegums              | 264                 | Düna  | in Betrieb (seit 1939) |
| Pļaviņas            | 894                 | Düna  | in Betrieb (seit 1968) |
| Riga                | 402                 | Düna  | in Betrieb (seit 1974) |

## Windkraftanlagen
In Lettland waren 2022 und unverändert bis Ende 2024 Windkraftanlagen mit einer Gesamtleistung von 137 MW in Betrieb. 2019 bis 2021 waren es 66 MW gewesen. Windenergie lieferte 2023 und 2024 jeweils ungefähr 4 % des Strombedarfs. In den Jahren 2019 bis 2021 waren es jeweils 2 % gewesen, 2022 etwa 3 %. 2022 wurde die Windleistung durch einen Windpark im Bezirk Ventspils mit 14 Windkraftanlagen mit je 4,2 MW um 59 MW erhöht.